# Dave Legeno
David Legeno (Marylebone, London, 1963. október 12. – Death Valley, 2014. július 2. vagy július 3.) angol színész és harcművész. Legismertebb szerepe Fenrir Greyback a Harry Potter-filmsorozatból.

## Élete
David Steven Murray néven született a londoni Marylebone városrészben.
Első filmszerepét Guy Ritchie Blöff című alkotásában kapta 2000-ben. Ezt követően olyan filmekben volt látható, mint a Batman: Kezdődik!, az Elizabeth: Az aranykor, vagy Az utolsó lovagok (amely egyben utolsó filmes szerepe is volt). Leginkább azonban a Harry Potter-sorozat három utolsó filmjéből ismert (A Félvér Herceg, A Halál ereklyéi 1. és A Halál ereklyéi 2.), amelyekben Fenrir Greyback, a vérfarkas halálfaló szerepében láthatta a nagyközönség.
Legeno játszotta el motion capture technológia segítségével, illetve adta a hangját a The Getaway: Black Monday című videójáték főhősének, Eddie O'Connornak. Legeno ezen felül számos harcművészeti ágban jártas volt, mint az ökölvívás, birkózás, cselgáncs, brazil dzsúdzsucu, valamint a thai boksz. Profi kevert harcművészeti pályafutása idején négy győzelme és három veresége volt.

## Halála
A halott Legenot két túrázó találta meg a Death Valley sivatagban 2014. július 6-án. Holttestét mentőhelikopterrel kellett kihozni a nehéz megközelíthetőség miatt. A közlemény szerint hőguta következtében halhatott meg, az idegenkezűséget kizárták. Megtalálása idején már 3-4 napja halott lehetett.
2014. október 12-én, azon a napon amelyen 51. születésnapját ünnepelte volna, megemlékezést tartottak a The Underworld Camden nevű helyen, ahol a Harry Potter és a Blöff filmek szereplői, valamint más harcművészek és zenészek is jelen voltak. Utolsó filmjét, Az utolsó lovagokat az ő emlékének ajánlották.

## Filmográfia

### Film
| Év   | Magyar cím                          | Eredeti cím                                   | Szerep               | Magyar hang     |
| ---- | ----------------------------------- | --------------------------------------------- | -------------------- | --------------- |
| 2000 | Blöff                               | Snatch                                        | John                 |                 |
| 2005 | Batman: Kezdődik!                   | Batman Begins                                 | Árnyak ligája harcos |                 |
| 2006 |                                     | The Dealer (rövidfilm)                        | Bolt                 |                 |
| 2006 |                                     | Rollin' with the Nines                        | Carl                 |                 |
| 2006 | 001 – Az első bevetés               | Stormbreaker                                  | Bear                 |                 |
| 2007 | Törvénytelen                        | Outlaw                                        | Ian Furlong          |                 |
| 2007 | Futballmaffia                       | Rise of the Footsoldier                       | Big John             |                 |
| 2007 | Elizabeth: Az aranykor              | Elizabeth: The Golden Age                     | hóhér                |                 |
| 2008 |                                     | The Cottage                                   | farmer               |                 |
| 2009 | Harry Potter és a Félvér Herceg     | Harry Potter and the Half-Blood Prince        | Fenrir Greyback      | Maday Gábor     |
| 2009 | Rajtaütők                           | Command Performance                           | Oleg Kazov           | Huszár Zsolt    |
| 2009 | Tartozol a haláloddal               | 44 Inch Chest                                 | Brighton Billy       |                 |
| 2010 | A kilencedik légió                  | Centurion                                     | Vortix               |                 |
| 2010 |                                     | Dead Cert                                     | Yuvesky              |                 |
| 2010 |                                     | Boned by Blood                                | Jack Whomes          |                 |
| 2010 | Harry Potter és a Halál ereklyéi 1. | Harry Potter and the Deathly Hallows – Part 1 | Fenrir Greyback      | Zöld Csaba      |
| 2011 | Harry Potter és a Halál ereklyéi 2. | Harry Potter and the Deathly Hallows – Part 2 | Fenrir Greyback      |                 |
| 2011 |                                     | The Incident                                  | J.B.                 |                 |
| 2011 |                                     | Big Fat Gypsy Gangster                        | Gypsy Dave           |                 |
| 2012 | A holló                             | The Raven                                     | Percy                | Rosta Sándor    |
| 2012 | Hófehér és a vadász                 | Snow White and the Huntsman                   | Broch                |                 |
| 2015 | A bosszú kardja                     | Sword of Vengeance                            | Osgar                | Holl Nándor     |
| 2015 | Az utolsó lovagok                   | Last Knights                                  | Olaf                 | Szatmári Attila |

### Televízió
| Év        | Cím                              | Szerep                                       | Megjegyzések           |
| --------- | -------------------------------- | -------------------------------------------- | ---------------------- |
| 1994–2003 | The Bill                         | férfi a bokszmeccsen / Pete Wilson / motoros | 3 epizód               |
| 2000      | Hope and Glory                   | Royston harcos                               | 1 epizód               |
| 2003      | Ed Stone Is Dead                 | izmos férfi                                  | 1 epizód               |
| 2004–2005 | EastEnders                       | Tudor                                        | 2 epizód               |
| 2005      | The Last Detective               | Justin                                       | 1 epizód               |
| 2007      | Roman birodalma (Roman's Empire) | gengszter                                    | 1 epizód               |
| 2007      | Emmerdale                        | Seamus Flint                                 | 1 epizód               |
| 2009      | The Fixer                        | Marty                                        | 1 epizód               |
| 2010      | Lennon Naked                     | Les                                          | tévéfilm               |
| 2010      | Kémvadászok (Spooks)             | Gilles Rigaut                                | 1 epizód               |
| 2011      | Great Expectations               | Borrit                                       | minisorozat (1 epizód) |
| 2011–2014 | Borgia                           | Guidebaldo de Montefeltro                    | 4 epizód               |
| 2012      | Titanic                          | Davis tengerész                              | minisorozat (1 epizód) |
| 2013      | Ripper Street                    | George                                       | 1 epizód               |

### Videójáték
- 2004: The Getaway: Black Monday – Eddie O'Connor (hangja)

## Fordítás
- Ez a szócikk részben vagy egészben  a   Dave Legeno című angol Wikipédia-szócikk ezen változatának fordításán alapul.  Az eredeti cikk szerkesztőit annak laptörténete sorolja fel. Ez a jelzés csupán a megfogalmazás eredetét és a szerzői jogokat jelzi, nem szolgál a cikkben szereplő információk forrásmegjelöléseként.